# Pão na chapa

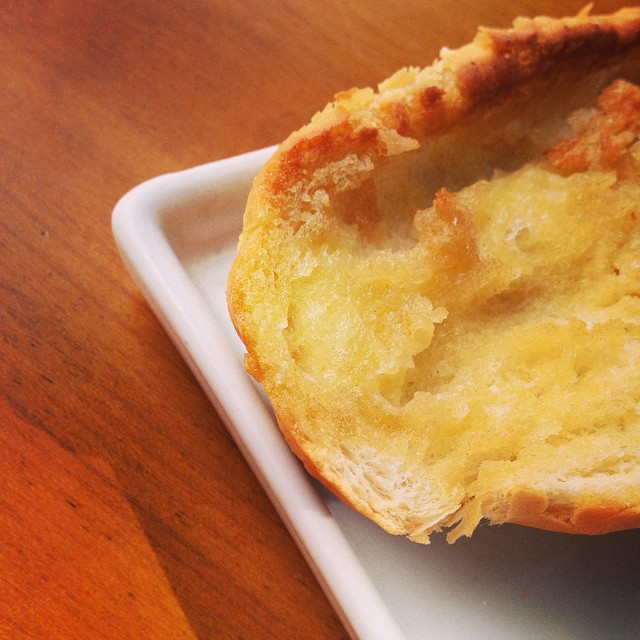
Pão na chapa

O pão na chapa é um clássico do café da manhã paulistano. É um pão francês passado na manteiga e então prensado na chapa ou cozinhado na frigideira. É comum passar queijo requeijão no pão e beber café (normalmente café com leite) junto com a comida. As origens exatas da receita são desconhecidas, mas é especulado que se originaram na cidade de São Paulo.

## Galeria

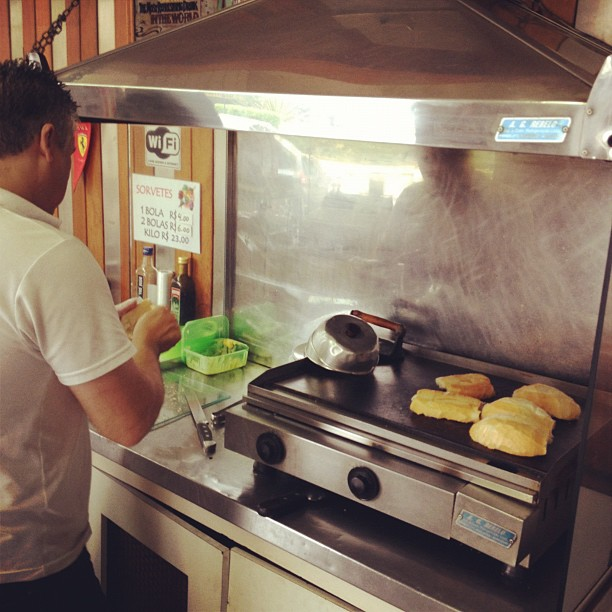
A preparação de pães na chapa